# 山田得生
山田 得生（やまだ とくお、1958年 - ）は、日本の政治活動家。2003年の北海道知事選挙の立候補者で、現在はボランティア事務所を運営している。北海道湧別町出身。

## 来歴
北海道札幌星園高等学校を中退し、建材業、漁業、玩具店経営を経て、2003年4月13日に北海道知事選挙に立候補し得票数28,190票で、優勢だった高橋はるみに770,127票と大差をつけて落選した。結果的に泡沫候補としての側面が強い。選挙資金は勤務中に事故で首を骨折して支払われた労災の一時金で賄ったという。
また2009年11月に地元の町議会議員選挙に出馬するも落選。以後、ユニセフマンスリーサポートのボランティア事務所を開設し慈善事業の活動を行っている。

## 関連文献
- 『日本インディーズ候補列伝』（大川豊著、扶桑社、2007年、ISBN 9784594053970）